# بلدة بوينا فيستا تشارتر (ميشيغان)
بوينا فيستا تشارتر (بالإنجليزية: Buena Vista Charter Township, Michigan)‏ هي بلدة تقع بولاية ميشيغان في الولايات المتحدة. تبلغ مساحتها 93.8 (كم²)، وترتفع عن سطح البحر 178 م، بلغ عدد سكانها 8676 نسمة في عام تعداد الولايات المتحدة 2010 حسب إحصاء مكتب تعداد الولايات المتحدة وتصل الكثافة السكانية فيها 110.7 نسمة/كم2.

## وصلات خارجية
- bvct.org
- The US50 - Cities and Towns in Michigan State
- Michigan Cities and Towns, Facts, Map, Flag, Colleges, Government, and More